# Expérience de terrain
Une expérience de terrain est une expérience scientifique qui a lieu dans le monde réel plutôt que dans un laboratoire. Ce protocole est souvent utilisé en économétrie appliquée pour évaluer l'effet causal d'une politique publique.

## Exemples
Le Projet STAR (Student-Teacher Achievement Ratio) est une expérience de terrain menée dans l'État du Tennessee à partir de 1985 pour évaluer l'effet de la taille des classes sur les résultats scolaires des élèves.
Le projet Moving to opportunity est une expérience de terrain menée aux États-Unis dans les années 1990 auprès de 4 600 familles à bas revenus ayant des enfants vivant dans une situation de grande pauvreté. Cette expérience a donné lieu à de nombreuses recherches sur le lien entre le voisinage et la réussite scolaire ou économique.
En théorie de la décision intertemporelle, Glenn W. Harrison et ses co-auteurs ont mené une expérience de terrain à grande échelle au Danemark pour estimer le facteur d'escompte des individus.